# آی‌دبلیوسی
آی‌دبلیوسی (انگلیسی: International Watch Company) شرکت ساعت‌سازی سوئیسی است، که در سال ۱۸۶۸ توسط فلورنتینو آریوستو جونز تأسیس شد.